# Cerodirphia schausi
Cerodirphia schausi är en fjärilsart som beskrevs av Eugène Louis Bouvier 1929. Cerodirphia schausi ingår i släktet Cerodirphia och familjen påfågelsspinnare. Inga underarter finns listade i Catalogue of Life.